# Sedum globuliflorum
Sedum globuliflorum är en fetbladsväxtart som beskrevs av Robert Theodore Clausen. Sedum globuliflorum ingår i Fetknoppssläktet som ingår i familjen fetbladsväxter. Inga underarter finns listade i Catalogue of Life.